# اینتی کریتس
اینتی کریتس (انگلیسی: Inti Creates) شرکت بازی ویدئویی ژاپنی است، که در سال ۱۹۹۶ تأسیس شد.